# نائل البرغوثي
نائل صالح عبد الله برغوثي (ولد في 23 أكتوبر 1957) هو أقدم أسيرٍ فلسطيني في سجون الاحتلال الإسرائيلي، ويُطلق عليه البعض[من؟] لقب «أبو اللهب» نظرًا لشخصيته القيادية الثورية، أما الأسرى فيُسمونه «أبو النور»، كما يُلقب بعميد الأسرى الفلسطينيين. كان نائل قد اعتُقل للمرة الأولى 18 ديسمبر 1977 وحُكم عليه بالسجن لمدة ثلاثة أشهر، وأُعيد اعتقاله بعد 14 يومًا من الإفراج عنه بتهمة مقاومة الاحتلال برفقة ابن عمه فخري البرغوثي وشقيقه عمر البرغوثي (أبو عاصف)، ليصدر بحقهما حكمٌ بالسجن المؤبد و18 عامًا.

## حياته
انتمى نائل لحركة فتح في بداية اعتقاله، واستمر بذلك، حتى عام 1983، إذ انتسب إلى حركة فتح الانتفاضة، بعد الانشقاق عن حركة فتح، نتيجة رفض ياسر عرفات، التحقيق في الإخفاقات التي حدثت خلال العدوان الإسرائيلي على لبنان، واستمر بذلك حتى بروز حركة حماس في بداية التسعينات، حيث انضم لها شقيقه عمر البرغوثي، ومن ثم التحق نائل في الحركة وعاش في أقسامها داخل السجون.
توفي والده في أكتوبر 2004 ووالدته في أكتوبر 2005. أُفرج عن نائل ضمن صفقة وفاء الأحرار عام 2011، وبعد خروجه من السجن تزوج من الأسيرة المحررة إيمان نافع في 18 نوفمبر 2011، وكانت قد اعتُقلت سابقًا في عام 1987 وأُفرج عنها في فبراير 1997. فرض الاحتلال الإسرائيلي عليه الإقامة الجبرية، حيث مُنع من الخروج من مُحيط مدينة رام الله وقراها، حيث كان يقطن في قرية كوبر شرق رام الله. تقول زوجته «منذ أن تزوجنا، كان يخرج نائل من المنزل بعد صلاة الفجر، يذهب إلى الأرض فهي مقدسة بالنسبة إليه، يفلحها ويزرعها، يحب الأزهار والورود، التي تنتشر في الجبال، وكان على قناعة بأنه يجب أن لا تقطف وأن تبقى في مكانها»، التحق فيما بعد بجامعة القدس المفتوحة لدراسة التاريخ ولكن أُعيد اعتقاله 8 يونيو 2014 وذلك بعد خطابٍ ألقاه في جامعة بيرزيت، وحُكم عليه بالسجن لمدة عامين ونصف، ولكن قرر الاحتلال الإسرائيلي إعادة حكمه القديم بالمؤبد.
اشتهر نائل البرغوثي بين الأسرى بأنه قارئ نهم ولديه ثقافةٌ واسعةٌ جدًا، وقادرٌ على التحدث بالإنجليزية والعبرية، حيث كان قد تعلمها داخل السجن، ويُعده الأسرى مرجعًا لهم في محطات النضال الفلسطيني، بدءًا من الانتفاضة الفلسطينية الأولى حتى اليوم. كانت تزوره بالسجن أخته حنان وزوجته إيمان، ولكن منذ استشهاد ابن شقيقه صالح البرغوثي مُنفذ عملية عوفرا، منعت شقيقته حنان من زيارته، وحتى الأطفال ممنوعون، وزوجته هي الوحيدة التي يسمح لها بزيارته، حسب وكالة الأنباء الفلسطينية. يذكر نادي الأسير الفلسطيني «خلال سنوات اعتقاله، فقد البرغوثي والديه، وتوالت أجيال، ومرت العديد من الأحداث التاريخية على الساحة الفلسطينية».
أعلنت عائلته في 18 فبراير 2025 بتلقيهم اتصالًا يفيد بالإفراج عنه وإبعاده إلى الخارج في تبادل الأسرى ضمن اتفاق وقف إطلاق النار في غزة 2025. أفرج عنه يوم الخميس الموافق 27 فبراير 2025، حيث أُبعد إلى مصر، ولم يكن هناك أيٌ من أفراد عائلته لاستقباله بسبب منع إسرائيل لهم من السفر خارج دولة فلسطين، ويذكر نائل بأنه كان رافضًا لفكرة الإفراج مقابل الإبعاد إلى الخارج، وقال بأنَّ «ثمن عدم إبعادنا كان سيدفعه أبناء قطاع غزة من دمائهم ومعاناتهم لذلك وافقت على الإبعاد. كنت أرفض الإبعاد لأن وجودنا على أرضنا، ومسقط رؤوسنا هو بحد ذاته مقاومة للاحتلال، حتى لو لم نقم سوى بالزراعة والقراءة».